# Sealand (Flintshire)
Sealand è un centro abitato del Galles, situato nella contea del Flintshire.